# Vagón abierto
Un vagón abierto es un vagón cerrado lateralmente, pero no tiene techo.
Los vagones abiertos se emplean en una gran variedad de tráficos: minerales (en especial carbón), productos metalúrgicos, rieles o maderas. 
Debido a su versatilidad y a la simpleza de su construcción y operación, estos vagones fueron ampliamente utilizados, constituyendo el grueso de la flota de vagones de carga de las empresas ferroviarias. Desde mediados del siglo XX, la cantidad de  vagones abiertos disminuyó, a medida que se reemplazaban por vagones más específicos. Por ejemplo, para el transporte de minerales, se usan vagones tolva que permiten la descarga a través de bocas ubicadas en la parte inferior del vagón, disminuyendo los tiempos de descarga y los costos.

## Galería

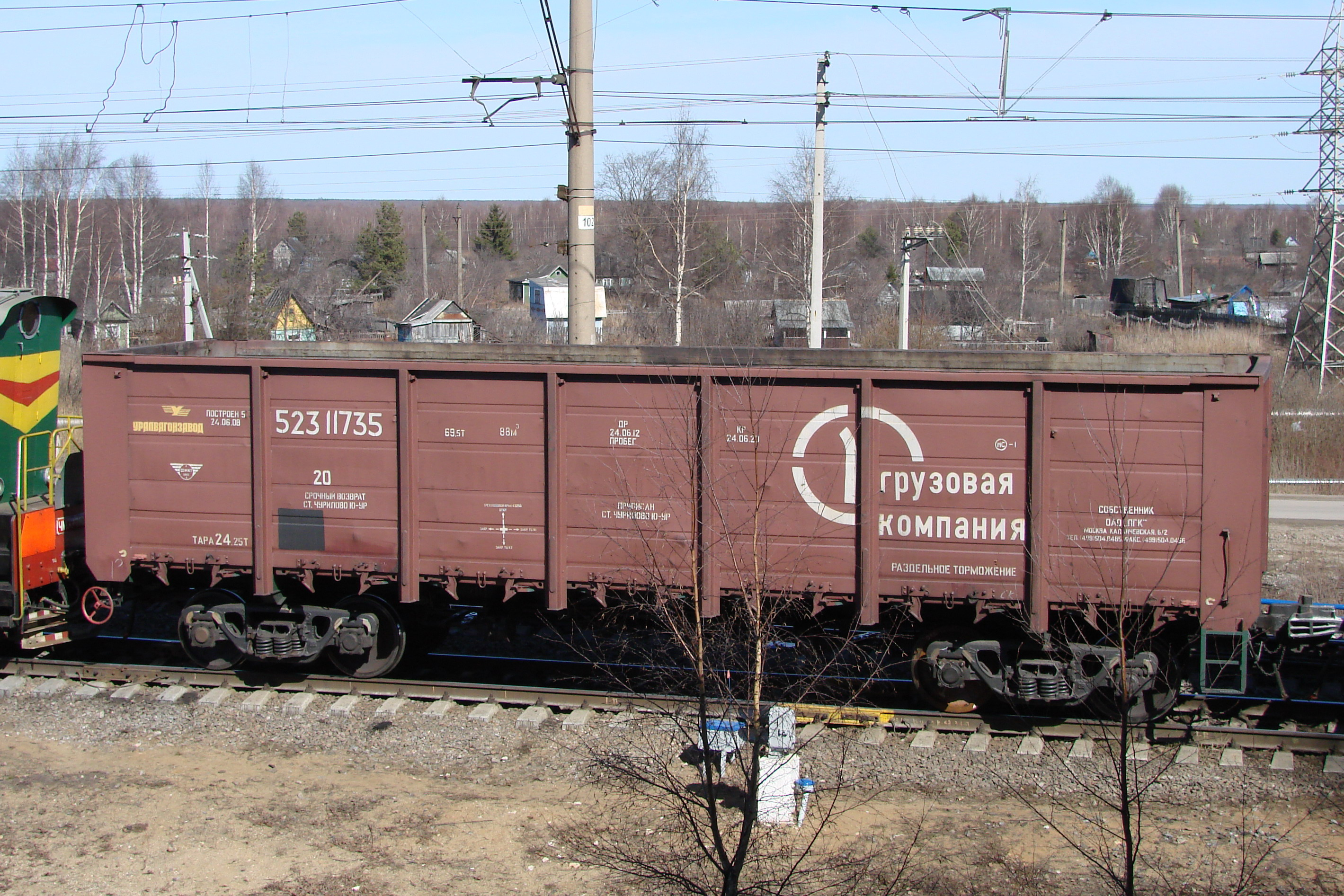
Vagón abierto de Rusia.
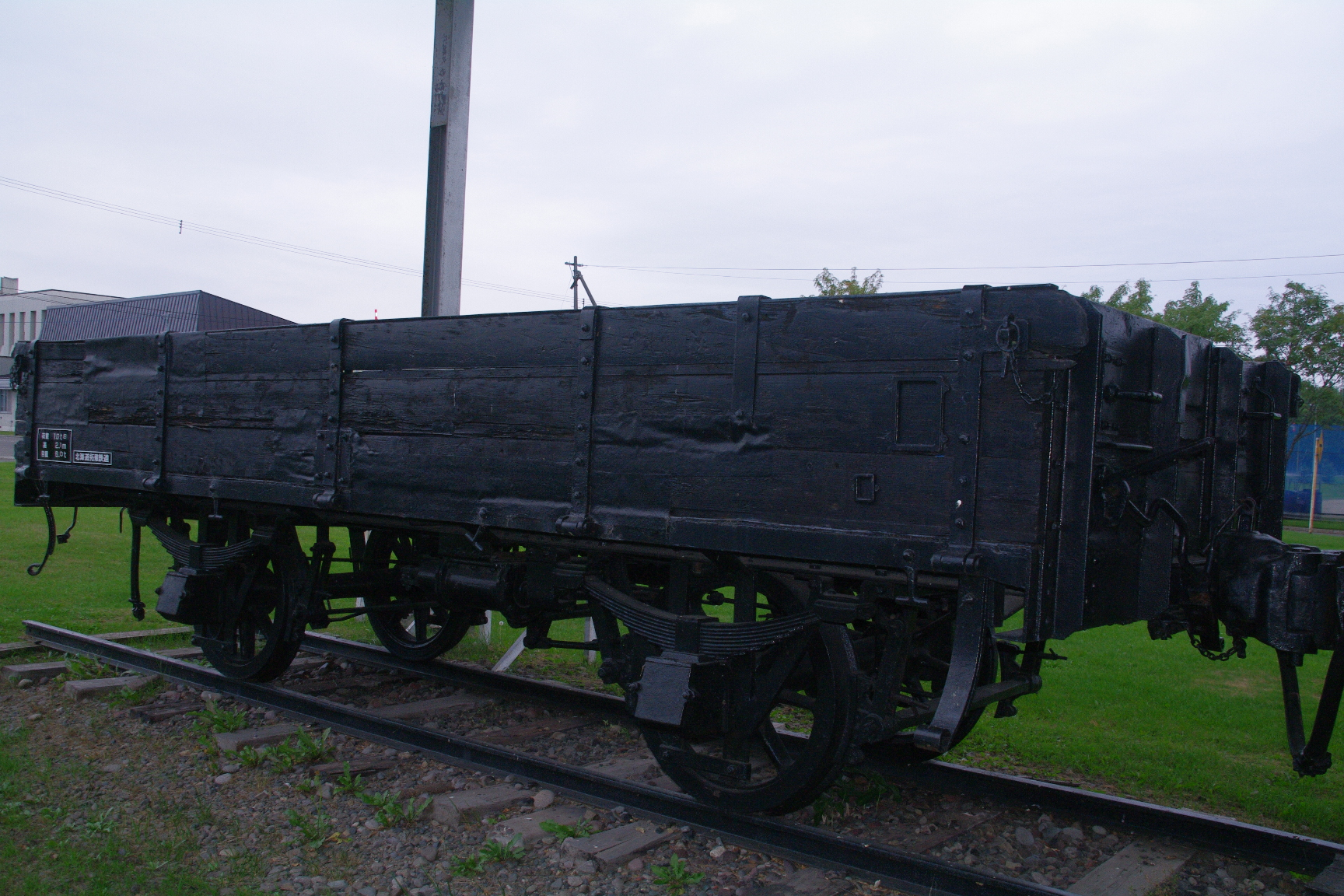
Vagón abierto de Japón.
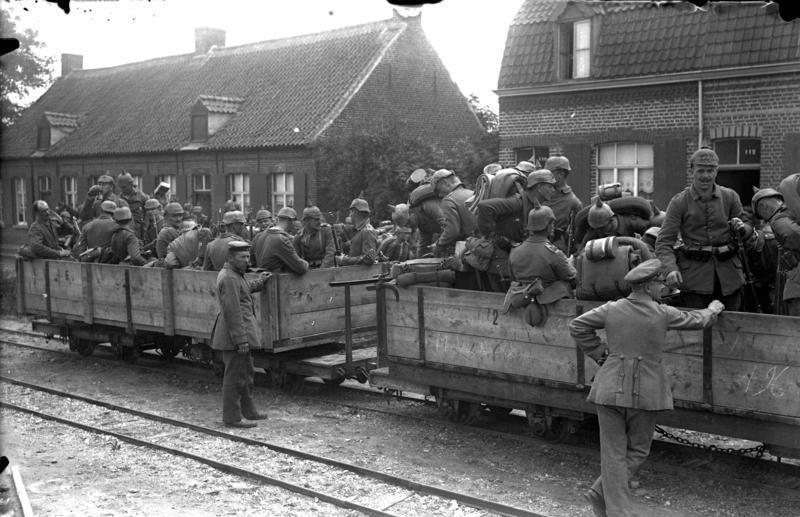
Transporte de tropas de Alemania (f.c. militar de vía estrecha) durante la Primera Guerra Mundial.